# Me'ir Vilner
Me'ir Vilner (hebrejsky: מאיר וילנר, rodným jménem Ber Kovner; 23. října 1918 – 5. června 2003) byl izraelský komunistický politik, poslanec Knesetu a židovský vůdce Komunistické strany Izraele (Maki), která sestávala převážně z izraelských Arabů. Byl nejmladším a nejdéle žijícím signatářem izraelské deklarace nezávislosti.
Byl jedním ze dvou poslanců Knesetu (druhým byl Taufík Túbí), kteří v roce 1956 odhalili masakr v Kafr Kasim spáchaný izraelskou hraniční policií.

## Biografie
Narodil se v litevském Vilniusu (v letech 1920/22-39 jako polské město) a jeho politický život začal, když se stal vůdcem socialisticko-sionistického uskupení ha-Šomer ha-ca'ir. Byl však rozčarován z tendencí sionistické skupiny, jejímž snem bylo, spíše než zlepšení stávající situace Židů, vytvoření židovské domoviny v Palestině. Z toho důvodu začal pracovat pro zakázanou Komunistickou stranu Polska (pod pseudonymem Me'ir Vilner), a to až do roku 1938, kdy opustil Polsko a odešel do britské mandátní Palestiny. Většina jeho rodiny zahynula během holocaustu.
Po svém příchodu do Palestiny studoval historii na Hebrejské univerzitě v Jeruzalémě. V britském mandátu, který se brzy stal Izraelem, byl Vilner rozčarován z politiky a tvrdil, že nenávist namířená ve Vilniusu proti Židům je teď namířená proti Arabům. Vstoupil do Palestinské komunistické strany, která přijímala jak arabské tak židovské členy, ale byl zastáncem jejího rozdělení. Kritizoval britskou i izraelskou vládu, ale svůj podpis pod izraelskou deklarací nezávislosti ospravedlňoval tím, že tak zanikne další britská kolonie.
V roce 1949 byl v prvních izraelských parlamentních volbách zvolen poslancem Knesetu za stranu Maki. Na svůj mandát rezignoval o deset let později, v prosinci 1959, pouhých šest týdnů po parlamentních volbách, avšak již v následujících volbách v roce 1961 byl opět zvolen poslancem. Nakonec však dva měsíce po těchto volbách opět rezignoval.
V roce 1965 opustil Vilner spolu s několika straníky z Maki tuto stranu a založil novou stranu Rakach. Tento rozkol souvisel s nesouhlasem s neustále rostoucími protiizraelskými postoji Sovětského svazu (Vilner byl na straně SSSR). Za nově vzniklou stranu byl zvolen poslancem v následujících volbách v roce 1965.
Krátce po šestidenní válce z roku 1967 (proti které Vilnerova strana protestovala) byl Vilner napaden členem pravicové strany Gachal. Ze svých zranění se však vyléčil. Před volbami v roce 1977 se Rakach stala součástí strany Chadaš a Vilner zůstal poslancem až do roku 1990, kdy rezignoval na základě dohody o rotaci mandátu. Stal se tak třetí nejdéle sloužícím poslancem, po Taufíku Túbím a Šimonu Peresovi.
Jeho manželkou byla komunistická politička a novinářka Ester Vilenska, se kterou se ale rozvedl. Společně měli dva syny. Vilnerovým bratrancem je známý izraelský básník a partyzánský vůdce Abba Kovner.